# Mitch Lucker

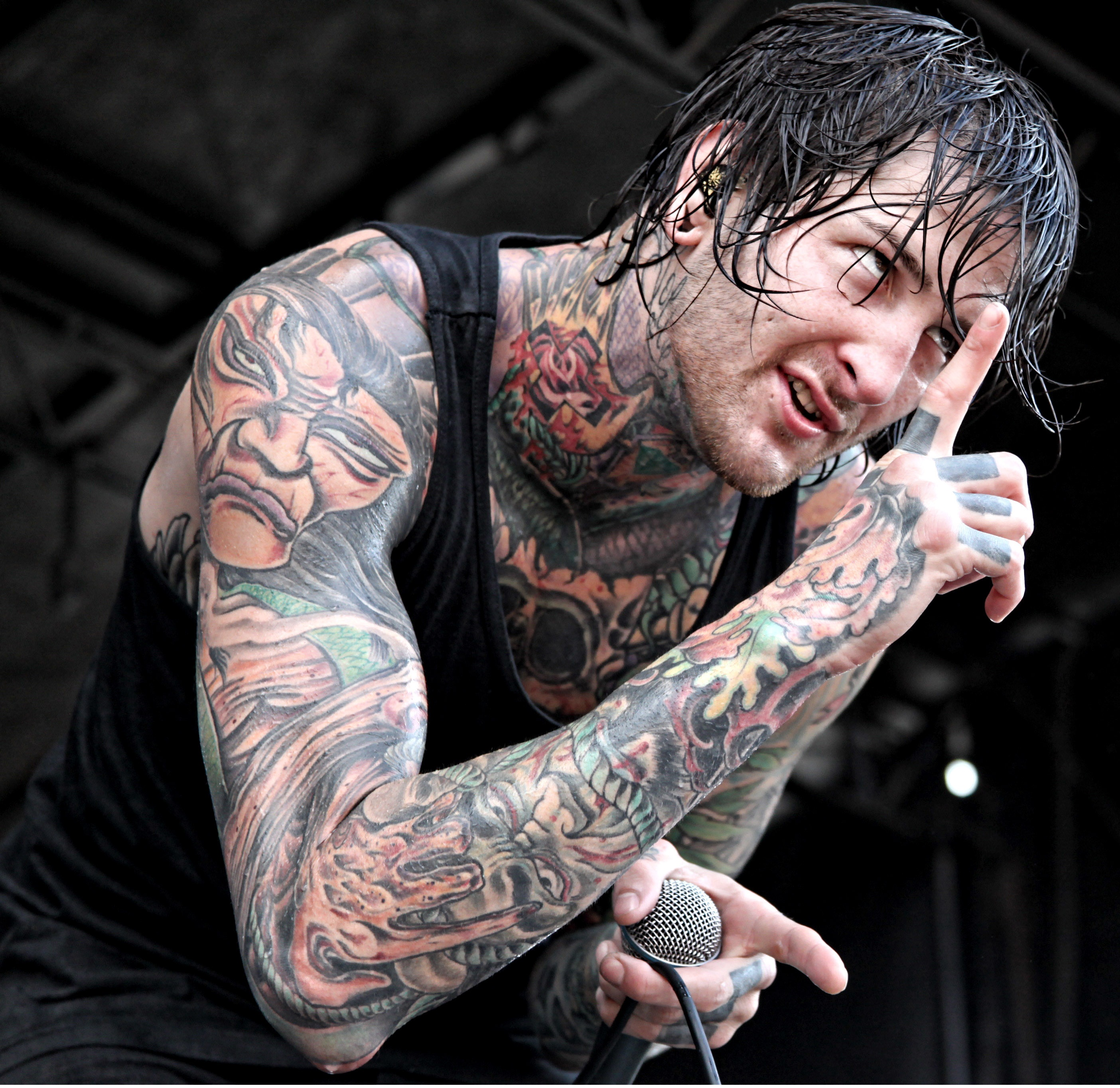
Mitch Lucker im Jahr 2011

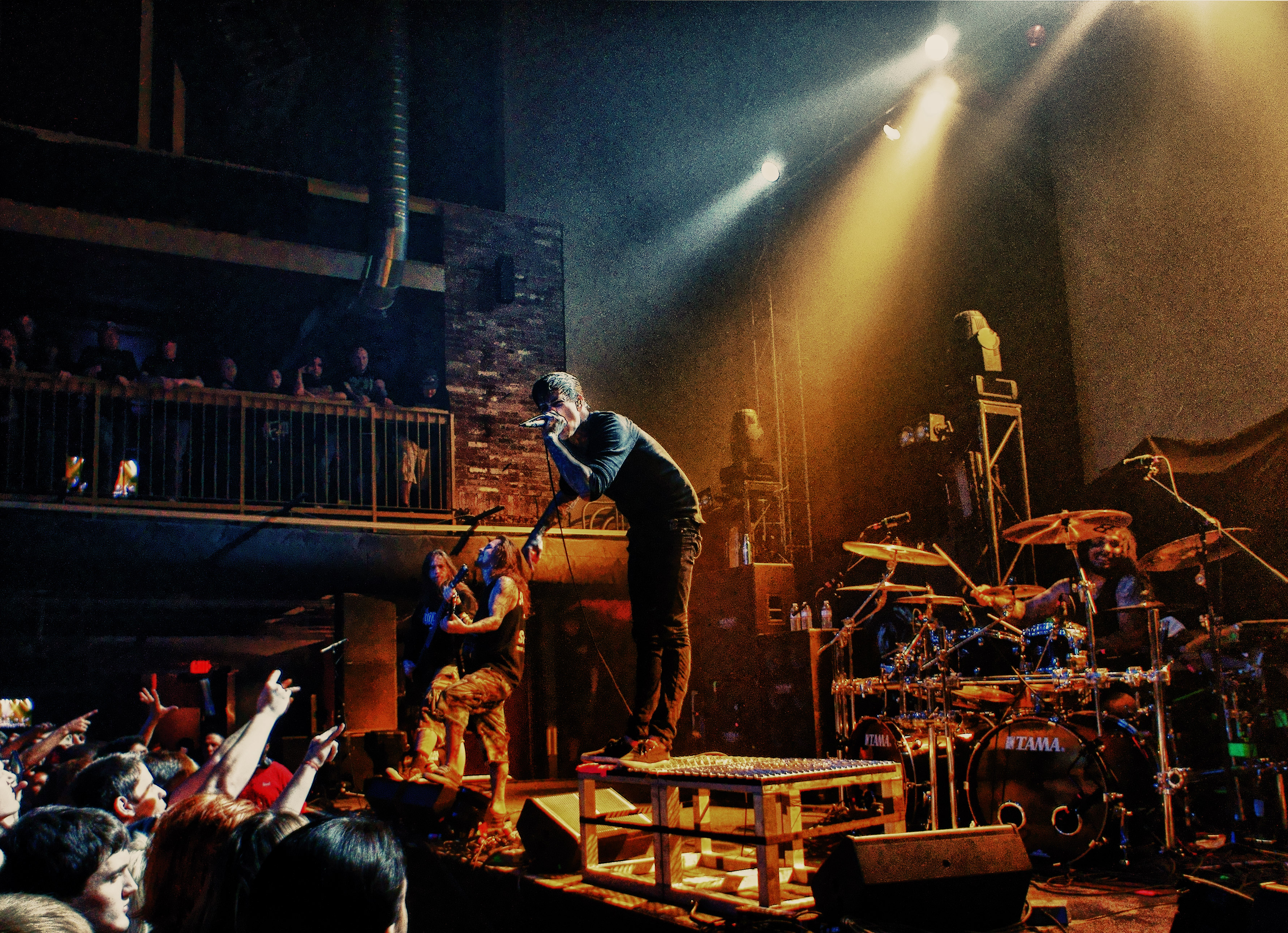
Mitch Lucker mit seiner Band Suicide Silence im Februar 2012

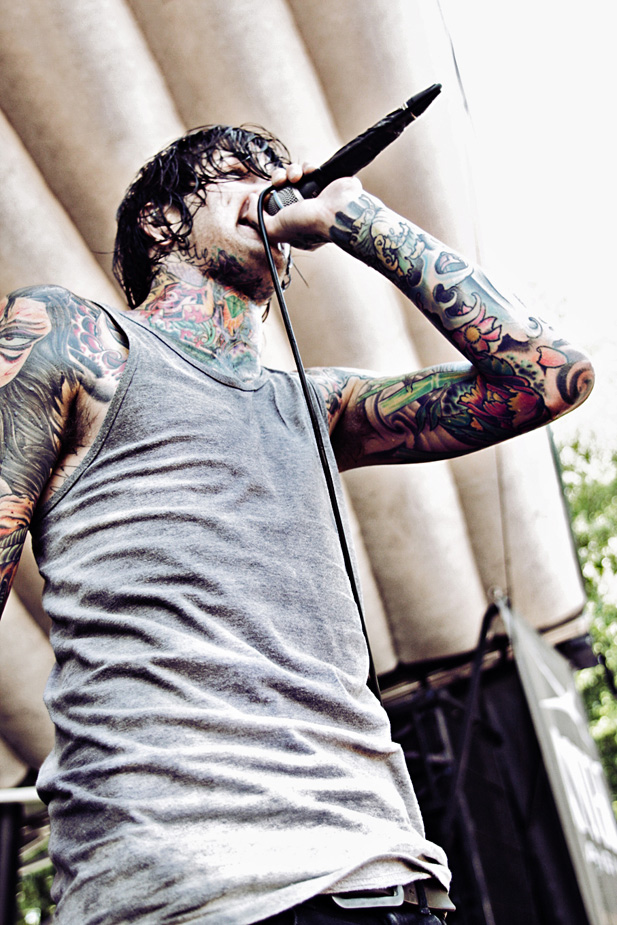
Mitch Lucker im Juni 2010

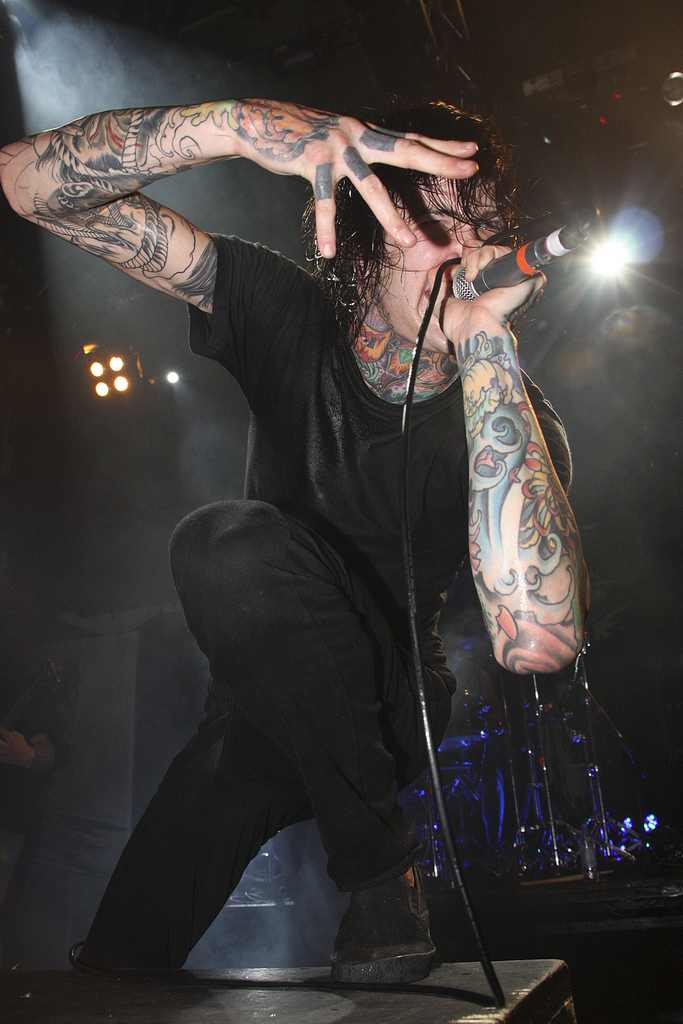
Lucker im Jahr 2008

Mitchell Adam Lucker (* 20. Oktober 1984 in Riverside, Kalifornien; † 1. November 2012 in Huntington Beach, Kalifornien), als Mitch Lucker bekannt, war ein US-amerikanischer Sänger. Er war Gründer und Frontsänger der Deathcore-Band Suicide Silence, welcher er ununterbrochen angehörte.

## Leben
Mitch Lucker (geb. Mitchell Adam Lucker) wuchs mit zwei Brüdern und einer Schwester bei seinen Eltern auf. Er litt an einer sozialen Phobie und einer Zwangsstörung. Lucker starb in der Nacht zum 1. November 2012 infolge eines Motorradunfalls. Er hinterlässt seine Frau Jolie Lucker und seine Tochter Kenadee Lucker.

## Karriere
Erste musikalische Erfahrung sammelte Lucker in der Coverband seines Bruders, als diese einen Sänger brauchte. Im Jahr 2002 gründete er mit Chris Garza die Band Suicide Silence, welche schon bald einen großen Bekanntheitsgrad erlangte. In der Gründungsphase hatte die Gruppe zwei Sänger: Tanner Womack und Lucker. Nach dem ersten Auftritt wurde Womack allerdings aus unbekannten Gründen der Band verwiesen. Somit wurde Lucker alleiniger Frontsänger der Gruppe.
Mit Suicide Silence veröffentlichte er die Alben The Cleansing, No Time to Bleed und The Black Crown. Letzteres stieg auch in die deutschen Charts ein.

## Musikalische Einflüsse und Texte
Als musikalische Einflüsse nannte Lucker unter anderem die Gruppen Deftones, Korn, Slayer und Sepultura. Seine Texte beinhalten auf den ersten Blick anti-religiöse Themen. Allerdings sind seine Songtexte auf einer persönlichen Basis verfasst.

„I'm not trying to put people's beliefs down – it's about me and my life. This is my head cracked open and poured on the paper! I still have the same beliefs and same views, but I'm more open to everything. [...] At this point in my life, I don't see the good in making people hate you for something you say. This record is for everybody.“

Als Gastmusiker war Lucker bei The Acacia Strain, Caliban und Winds of Plague zu hören.

## Tod
In der Nacht zum 1. November 2012 erlag Lucker seinen Verletzungen, die er sich bei einem Motorradunfall zugezogen hatte. Er verstarb im UCI Medical Center in Orange County, Kalifornien. Der Unfall ereignete sich gegen 21 Uhr am 31. Oktober 2012.
In der Nacht des 1. November 2012 fand eine Totenwache am Unfallort statt, der etwa 300 bis 400 Fans der Gruppe sowie Familienangehörige beiwohnten. Seine Frau sagte aus, dass Lucker am Abend betrunken war und sie ihn angefleht hatte, das Haus nicht zu verlassen.
Seine Bandmitglieder organisierten ein Gedenk-Konzert unter dem Titel Ending is the Beginning im Fox Theater in Pomona, Kalifornien, auf dem Sänger verschiedenster Bands Songs von Suicide Silence sangen. Dieses Konzert sollte als DVD veröffentlicht werden. Sämtliche Einnahmen gehen an Luckers Familie. Die Gruppe startete eine Gedenkstiftung, in der sie um Spenden für Luckers Tochter baten.

## Diskografie

### Mit Suicide Silence

#### Studioalben
- 2007: The Cleansing (Century Media)
- 2009: No Time to Bleed (Century Media)
- 2011: The Black Crown (Century Media)

#### Singles, EPs
- 2005: "Suicide Silence" (Century Records)
- 2006: "Suicide Silence" (Re-Release)
- 2008: "Green Monster" (Century Media)
- 2010: "Wake Up" (Century Media)
- 2010: "Disengage" (Century Media)
- 2011: "No Time To Bleed" (Century Media)

## Als Gastmusiker
- 2006: Predator, Never Prey von The Acacia Strain
- 2009: Classic Struggle von Winds of Plague
- 2012: We Are the Many von Caliban